# Боровий Костянтин Натанович

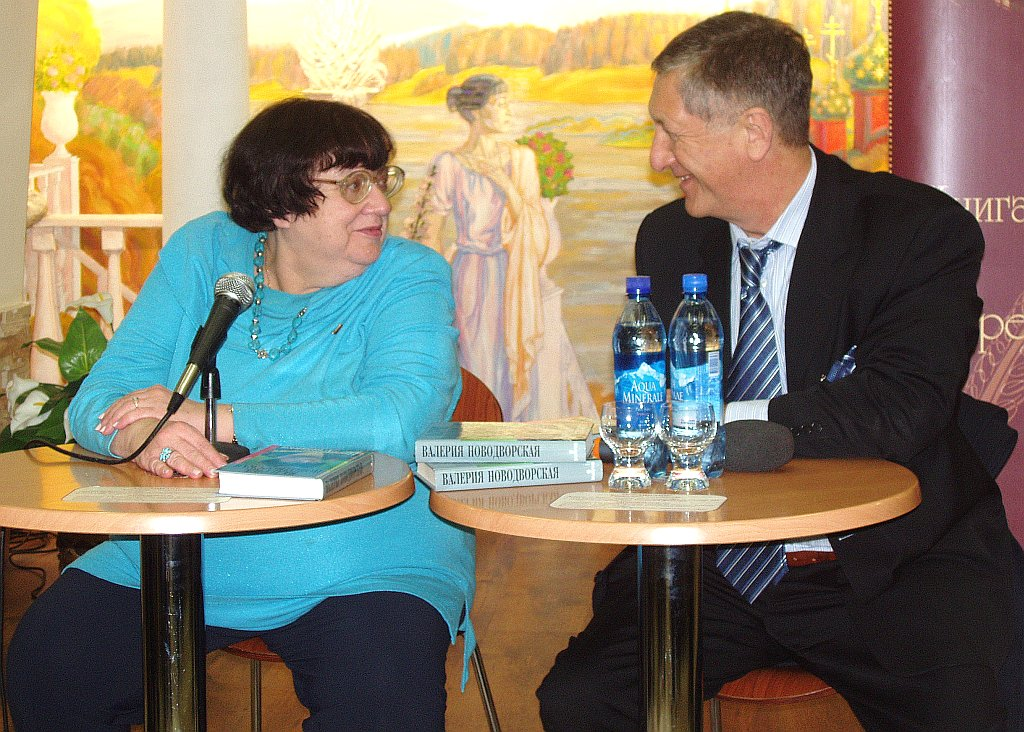
Костянтин Боровой з Валерією Новодворською

Костянти́н Ната́нович Борови́й (рос. Константи́н Ната́нович Борово́й; 30 червня 1948, Москва, Російська РФСР) — російський підприємець та політик, депутат державної думи 2-го скликання (1995–2000 рр.), ексголова Партії економічної свободи (1992–2003 рр.), голова політичної партії «Західний Вибір» (з 17 березня 2013 р.).

## Біографія
Народився в Москві, у будинку Міністерства шляхів сполучення пізньою, наймолодшою дитиною в родині професора-математика Московського інституту інженерів транспорту Натана Юхимовича Борового (1909–1981) та завідувачки особливого відділу Залізничного райкому партії Олени Костянтинівни Борової (уродж. Андріанової, 1912–1993).
1965 року закінчив математичну спецшколу. 1967 року одружився, народжується перша дочка. Проте шлюб закінчується розлученням.
1972 року познайомився з другою дружиною Тамарою Володимирівною.
Закінчив 1970 року факультет обчислювальної техніки Московського інституту інженерів транспорту і 1974 року механіко-математичний факультет МДУ імені М. В. Ломоносова. У МІІТі з ним вчився інший відомий «математик» — співак В'ячеслав Малежик. Захистив кандидатську дисертацію 1983 року і здобув звання доцента. До 1989 року працював у науково-дослідних інститутах та викладав у навчальних інститутах та університетах (втуз при автозаводі імені Лихачова). У Московському інституті землеустрою викладав студенту Шамілю Басаєву.
З 1989 по 1993 рік, як експерт та менеджер, брав участь у створенні нових підприємств для сучасної економіки: бірж, банків, інвестиційних компаній, телекомпанії, інформаційного агентства та інших підприємств. Найвідоміший як президент першої та найбільшої Російської біржі. Особистих та приватних підприємств при цьому не створював.
У 1990–1992 роках — президент Російської товарно-сировинної біржі (РТСБ). 1991 року — президент Російського інвестиційного акціонерного товариства «Рінако». Брав участь у протистоянні ГКЧП. Разом із ще двома тисячами співробітників біржі проніс 20 серпня через центр Москви величезний російський прапор.
З кінця вересня 1991 року був членом Ради з підприємництва при Президентові СРСР, членом Ради з підприємництва при Президентові Російський Федерації, співголовою Фонду зовнішньої політики РФ. Фінансовий директор Відкритого російського кінофестивалю.
1992 року створив Партію економічної свободи. Того ж року висунутий ПЕС кандидатом на пост мера Москви, проте вибори не відбулися.
З березня 1992 — голова Російського національного банку.
У жовтні 1992 року невдало балотувався в народні депутати від Краснодарського національно-територіального округу № 17.
З 18 червня 1993 очолював тимчасову групу з управління телекомпанії ВКТ. Більшістю голосів на загальних зборах акціонерів виведений зі складу ради директорів телекомпанії ВКТ.
12 березня 1994 на 31-му кілометрі шосе Ярославль — Кострома автомобіль «Мерседес» Борового обстріляли, сам Боровий вискочив з машини і зник у лісі. «Мерседес» був підірваний гранатою та спалений.
З квітня 1994 — заступник директора НВО «Молния». З 1995 року — керівник компанії «Боровий-траст», партнер — голова «Інвестпромбанку» Леонід Розенблюм.
21 квітня 1996 під час телефонної бесіди Борового з першим президентом Чеченської Республіки Ічкерія Джохаром Дудаєвим проведено терористичний акт, внаслідок якого Дудаєва вбито вибухом самонавідної ракети, запущеної з російського літака Су-25.
До грудня 1999 був депутатом Державної думи Федеральних зборів Російської Федерації другого скликання (обраний 17 грудня 1995 по Тушинському одномандатному виборчому округу (Москва)) та членом Комітету Державної думи з бюджету, податків, банків та фінансів.
Навесні 2010 року підписав звернення російської опозиції «Путін має піти». До 2014 відомий відеороликами, які випускав спільно з Валерією Новодворською. Ролики публікуються в блогах Новодворської та Борового в «Live Journal», «Facebook», а також в «Youtube».
У 2013 спільно з Валерією Новодворською почав створювати ліберальну політичну партію «Західний Вибір». 17 березня, на установчому з'їзді оргкомітету партії, обраний її головою.

## Сім'я
Двічі одружений.
- дві дочки: старша — Юлія (загинула 2008 року), молодша — Олена.
- три внучки: Анастасія (1990), Марія (1996), Софія (2004).
- друга дружина — Тамара Володимирівна, народилася на Далекому Сході, закінчила з відзнакою Московський інститут іноземних мов (МІІМ), викладала в МІІМ, Архітектурному інституті та разом з чоловіком в Інституті землеустрою. Шлюб з Костянтином Натановичем — другий, перший чоловік трагічно загинув.
- батько — Натан Юхимович Боровий (1909–1981), професор. До 1937 року був письменником, секретарем РАППа. Коли РАППовців почали садити до в'язниці, він пішов до редакції метробудівської газети, а потім в науку.
- мати — Олена Костянтинівна Борова (1912–1993, уродж. Андріанова), завідувачка особливого відділу Залізничного райкому партії.
- дід з боку матері — Олексій Володимирович Снєгов (Фалікзон Йосип Ізраїлевич), революціонер, в 16 років став головою ревкому у Вінниці, провів 18 років у сталінських таборах. Дружив з М. С. Хрущовим, був на «ти» з Леонідом Брежнєвим.

## Автор книг
- Боровой К., Цена свободы. Люди. События. Чувства. — М.: Новости, 1993. — 240 с. — ISBN 5-7020-0829-4.
- Боровой К., Двенадцать самых успешных. Как стать богатым. — М.: Вагриус, 2003. — 224 с. — ISBN 5-264-00881-7.
- Боровой К., Проституция в России. Репортаж со дна Москвы Константина Борового. М.: Вагриус, 2007 г. — 272 стр. — ISBN 978-5-9697-0405-3, ISBN 978-5-9697-0393-3